# سانک آیلند
سانک آیلند (به انگلیسی: Sunk Island) یک روستا و محله مدنی در بریتانیا است که در East Riding of Yorkshire واقع شده‌است. سانک آیلند ۲۲۸ نفر جمعیت دارد.